# Матіас Коскі
Матіас Коскі (фін. Matias Koski, 18 травня 1994) — фінський плавець.
Учасник Олімпійських Ігор 2012, 2016 років.